# Obornik

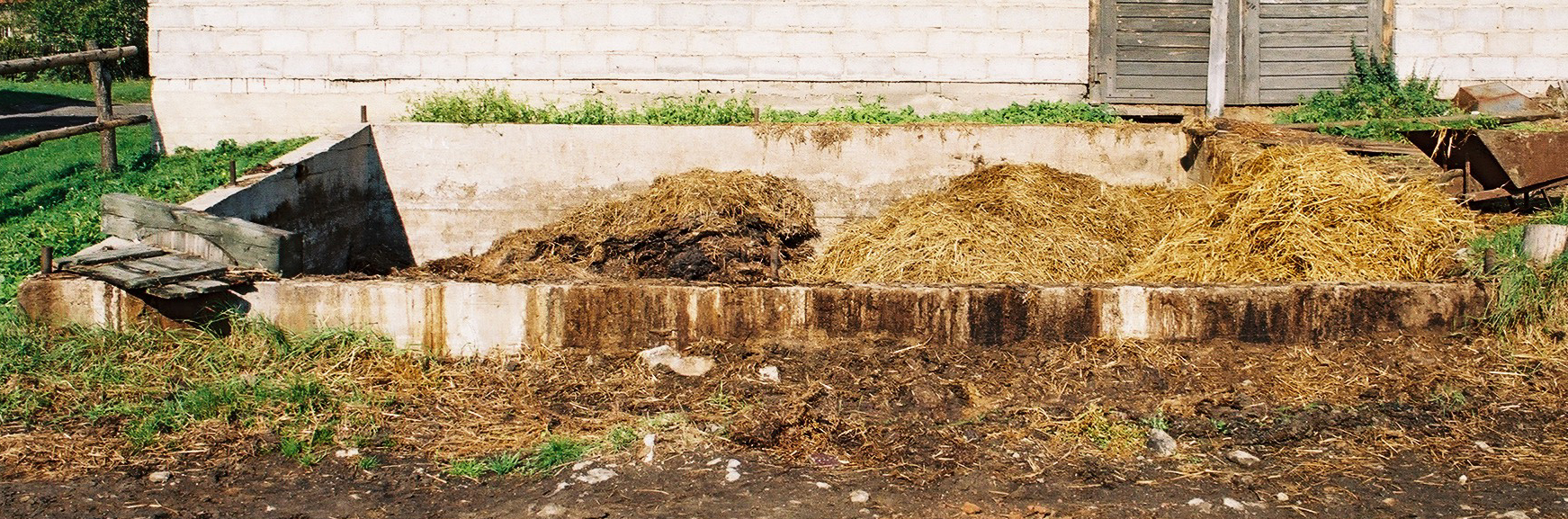
Gnojownia – miejsce przechowywania obornika

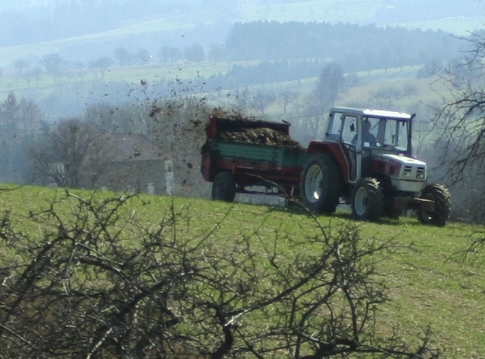
Rozrzutnik obornika w czasie pracy

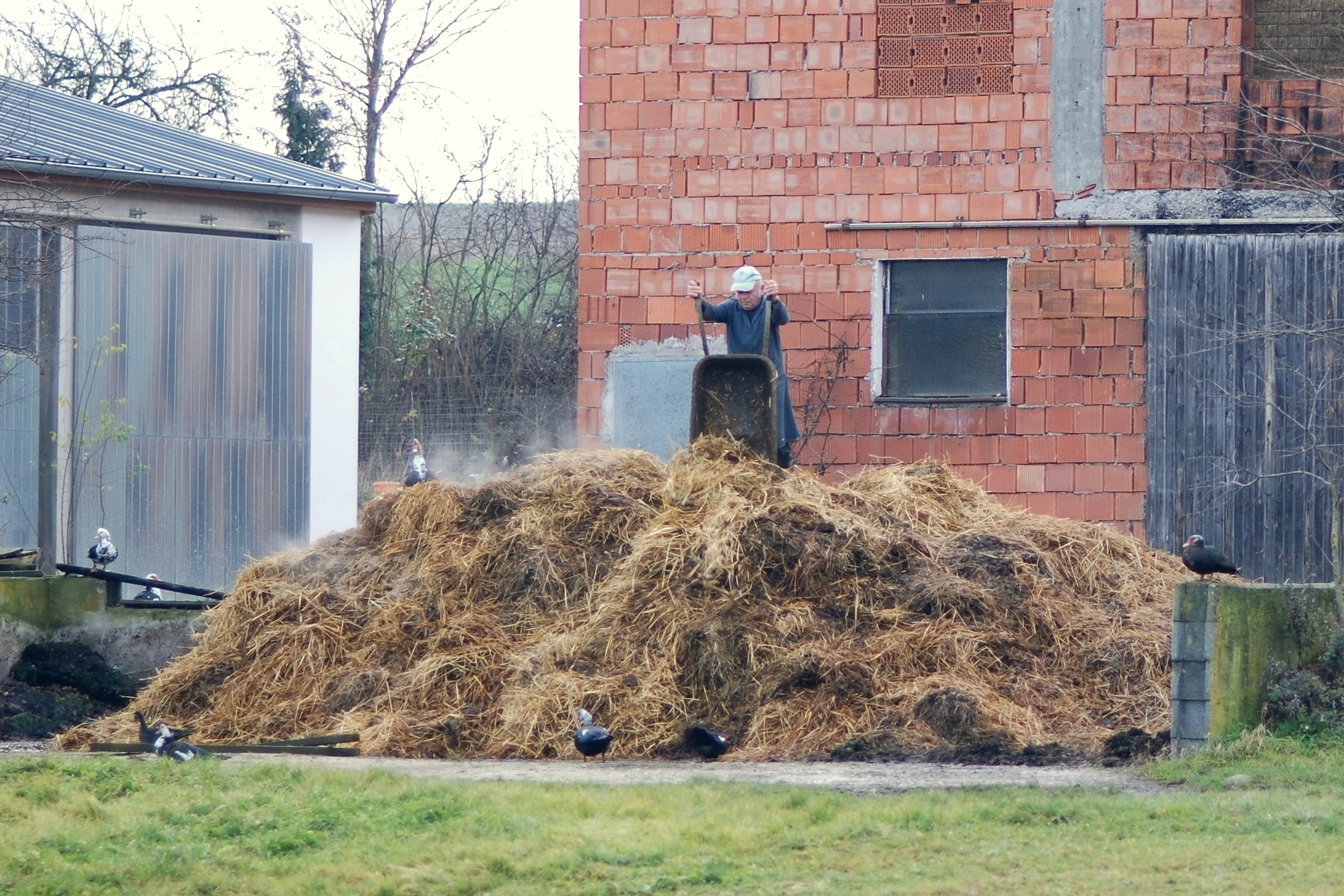
Rolnik przy pracy podczas wywozu obornika na składowisko

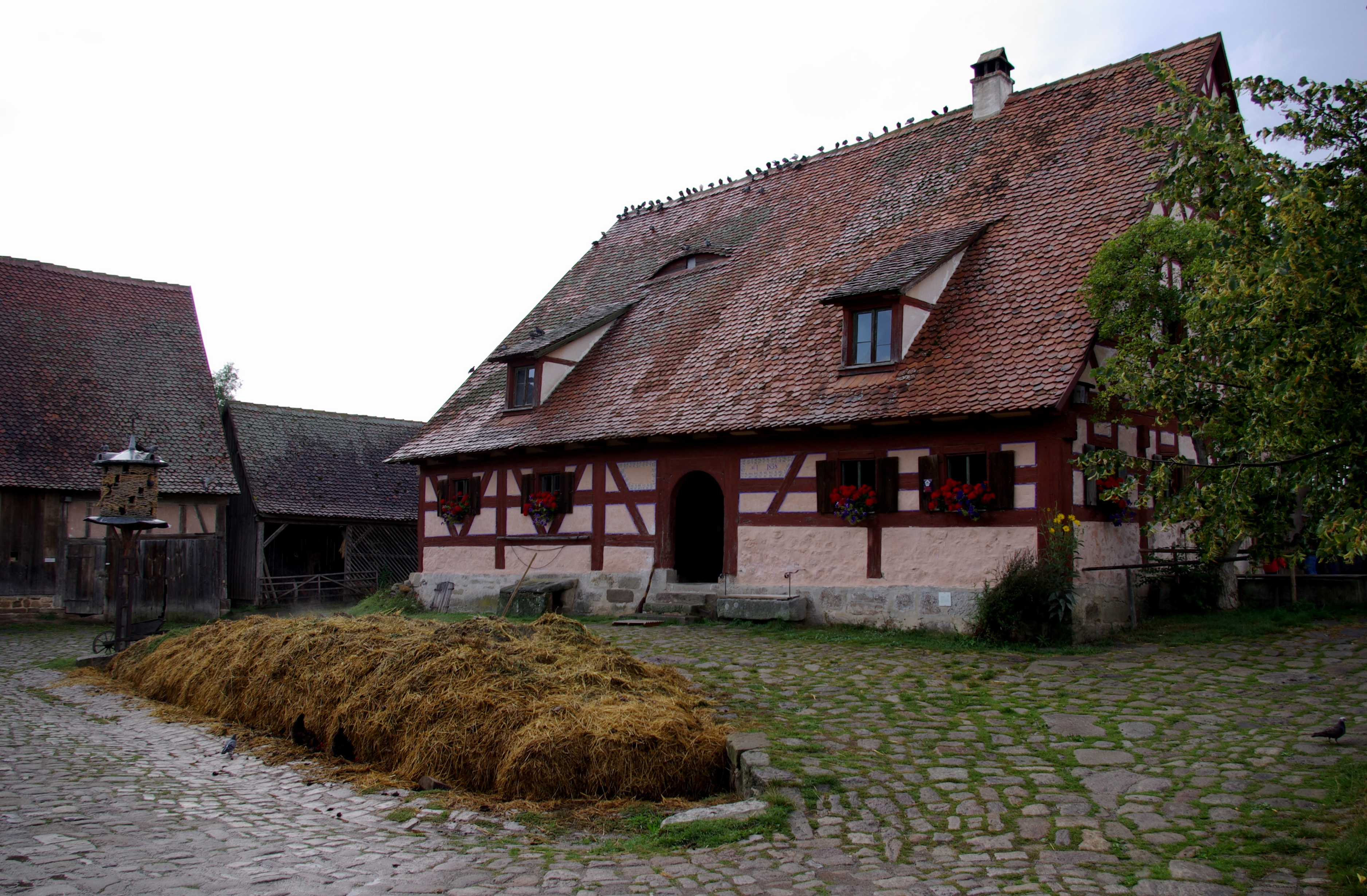
Składowisko obornika

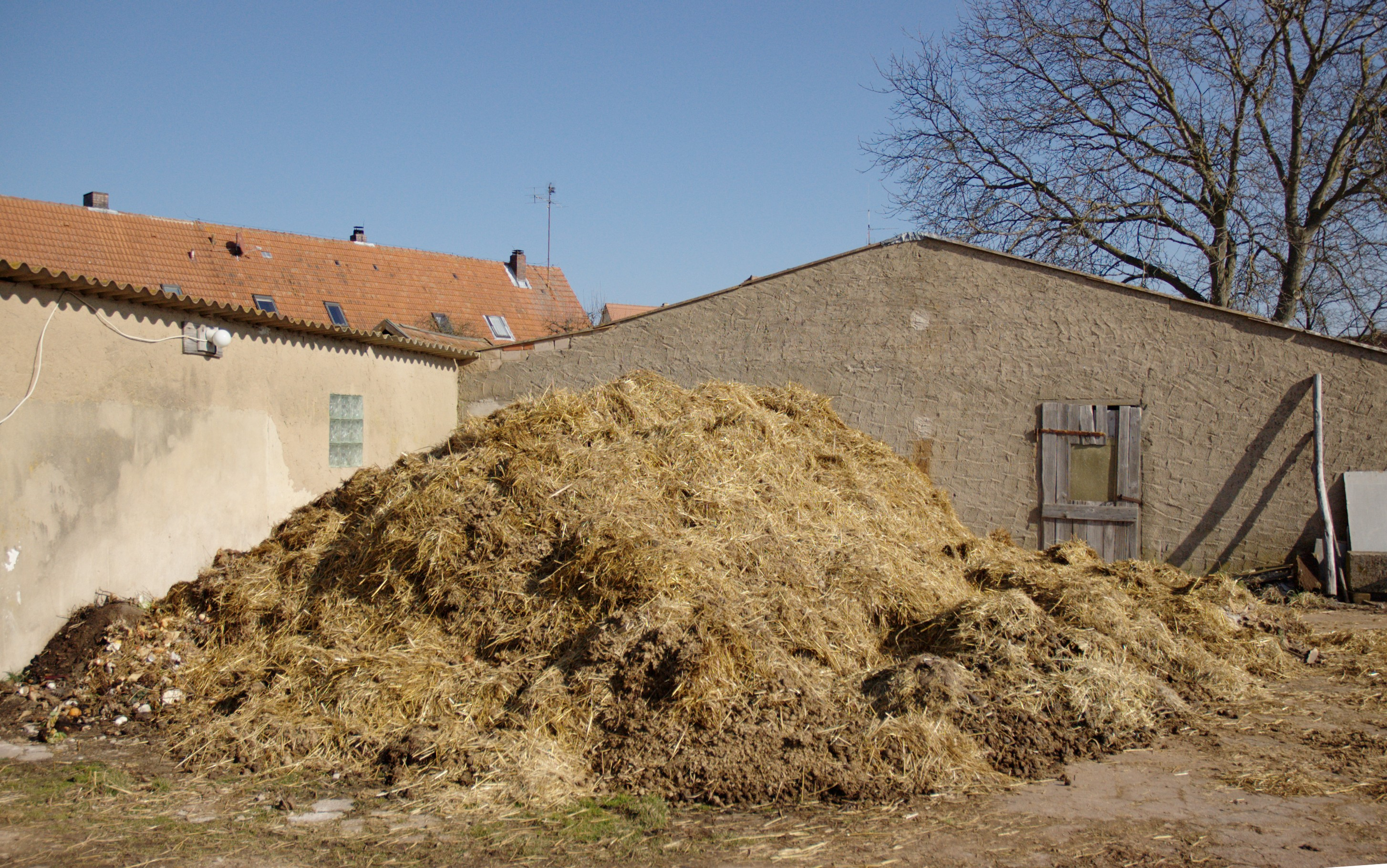
Duże składowisko obornika

Obornik – nawóz naturalny składający się z przefermentowanego kału i moczu zwierząt oraz ściółki. Zawiera on wszystkie składniki odżywcze potrzebne do rozwoju roślin oraz poprawia właściwości fizyczne, chemiczne i biologiczne gleby.
Obecnie w dużych gospodarstwach rolnych częściej stosowany jest nawóz pochodzący z bezściółkowego chowu zwierząt gospodarskich – gnojowica.

## Rodzaje
Wyróżnia się obornik:
- świeży – nie poddany fermentacji, o niejednolitej strukturze i szerokim stosunku C:N,
- przefermentowany – poddany fermentacji przez 4-5 mies.; w tym czasie następuje częściowa mineralizacja materii organicznej i zawężenie stosunku C:N do 15-20:1,
- słomiasty (mierzwa) – zawierający dużo ściółki ze słomy i odznaczający się szerokim stosunkiem C:N,
- kompostowany – o dużym stopniu rozkładu, kompostowany z dodatkiem nawozów mineralnych, torfu, fekaliów lub gliny; stosowany jest w ogrodnictwie,
- sztuczny – nawóz organiczny otrzymywany przez kompostowanie pociętej słomy z gnojowicą, gnojówką, wodą gnojową i nawozami mineralnymi (N, P, Ca) oraz specjalnymi preparatami; w działaniu nawozowym nie ustępuje obornikowi naturalnemu.

## Składowanie
Obornik powinien być składowany w specjalnie do tego celu przygotowanych miejscach z wybetonowanym dnem (gnojowniach), tak aby pochodzące z niego substancje, podlegające różnym procesom chemicznym, nie przenikały do gleby.
Wymagania stawiane budowlom rolniczym służącym do magazynowania obornika, gnojowicy i gnojówki podaje Ustawa z dnia 10 lipca 2007 o nawozach i nawożeniu.

## Wykorzystanie przez rośliny
Stopień wykorzystania przez rośliny składników pokarmowych z obornika w zależności od gleby:
| Gleba   | I rok | II rok | III rok | IV rok |
| ------- | ----- | ------ | ------- | ------ |
| Ciężka  | 40    | 30     | 20      | 10     |
| Średnia | 60    | 30     | 10      | 0      |
| Lekka   | 70    | 30     | 0       | 0      |

## Skład
Średni skład chemiczny obornika pochodzącego od różnych zwierząt, dobrze rozłożonego i przechowywanego w odpowiednich warunkach przedstawia poniższa tabela. Ponadto obornik zawiera średnio (możliwość dużych różnic) około 75% wody, 5-6% soli mineralnych i 20% substancji organicznej.
| Pierwiastek | Zawartość w % | Pierwiastek | Zawartość w mg na kg |
| ----------- | ------------- | ----------- | -------------------- |
| N           | 0,50          | B           | 5,0                  |
| P2O5        | 0,25          | Cu          | 4,7                  |
| K2O         | 0,60          | Mn          | 30,0                 |
| MgO         | 0,15          | Zn          | 43,5                 |
| CaO         | 0,40          | Mo          | 0,4                  |
| S           | 0,08          | Co          | 0,2                  |